# Adam Marjam
Adam Marjam (ur. 23 września 1957) – piłkarz z Kuwejtu, reprezentant kraju.

## Kariera klubowa
Marjam całą swoją karierę piłkarską spędził w zespole Kazma SC. W pierwszej drużynie Kazmy zadebiutował w 1975. Wraz z drużyną dwukrotnie zdobył  Mistrzostwo Kuwejtu w latach 1986 i 1987. Także dwa razy wygrywał w rozgrywkach o Puchar Emira Kuwejtu w latach 1982 i 1984. Marjan wraz z Kazmą zdobył również Puchar Mistrzów Zatoki Perskiej w 1987. W tym samym roku zakończył karierę piłkarską. 

## Kariera reprezentacyjna
Marjam zadebiutował w reprezentacji Kuwejtu w 1980 i w tym samym roku został powołany na rozgrywany w jego ojczyźnie Puchar Azji. Turniej zakończył się dla Kuwejtu pierwszym w historii tytułem mistrza kontynentu azjatyckiego. W meczu finałowym Kuwejt pokonał 3:0 Koreę Południową. 
Dwa lata później został powołany przez trenera Carlosa Alberto Parreirę na Mistrzostwa Świata rozgrywane w Hiszpanii. Na tym turnieju reprezentacja Kuwejtu odpadła w fazie grupowej, a Marjam pełnił rolę bramkarza rezerwowego. Po raz ostatni w składzie Kuwejtu pojawił się w 1985.

## Kariera trenerska
W 1999 został trenerem swojego macierzystego klubu Kazma SC. Największym osiągnięciem Marjama było doprowadzenie drużyny do ćwierćfinału Azjatyckiego Pucharu Zdobywców Pucharów w 1999.

## Sukcesy
Kuwejt
- Puchar Azji 1980: 1. miejsce

Kazma SC
- Mistrzostwo Kuwejtu (2): 1986, 1987
- Puchar Emira Kuwejtu (2): 1982, 1984
- Puchar Mistrzów Zatoki Perskiej (1): 1987